# Január 8.
Január 8. az év 8. napja a Gergely-naptár szerint. Az évből még 357 (szökőévekben 358) nap van hátra.
Névnapok: Gyöngyvér + Anasztáz, Apollinár, Apollinária, Erhard, Ince, Jukundusz, Jutas, Jutocsa, Kövecs, Polina, Polla, Szevér, Szeverin, Szeverina, Szörénd, Szörény, Tácia, Tas, Virág, Zerénd, Zerind

## Események

### Politikai események
- 1198 – III. Ince pápa, a középkor egyik legnagyobb egyházfőjének megválasztása.
- 1297 – Monaco függetlenségének kikiáltása.
- 1620 – A pozsonyi országgyűlés Bethlen Gábort Magyarország fejedelmévé választotta.[1]
- 1849 –  – A román felkelők elpusztítják Nagyenyedet, mintegy 1000 magyar lakost mészárolnak le.[2]
- 1918 – Thomas Woodrow Wilson amerikai elnök 14 pontos békeszerződés-tervezetet terjeszt a szenátus elé. Később ez lesz az első világháborút lezáró békeszerződések alapja.
- 1919
  - A prágai csehszlovák kormány Szlovákia irányításával megbízott teljhatalmú minisztere, Vavro Šrobár feloszlatja az 1918. október 30. után létrejött szlovák nemzeti tanácsokat.
  - Az erdélyi szászok képviselői a medgyesi gyűlésen kinyilvánítják a Romániához való csatlakozási szándékukat.[3]
- 1959 – Charles de Gaulle lesz a Francia Köztársaság elnöke.
- 1959 – Fidel Castro Havannába érkezik.
- 1961 – A franciák Algéria függetlensége mellett döntenek az anyaországban és a tengerentúli megyében egyidejűleg tartott népszavazáson.
- 1986 – Irak–iráni háború: Megkezdődik a „Kerbala V” fedőnevű hadművelet Horramsahrtól északnyugatra.
- 2008 – 
  - Pokolgépes merényletet követnek el  D. M. Dasszanajake Srí Lanka-i nemzetépítési miniszter ellen, aki a kórházba szállítás után nem sokkal életét veszti.
  - Késsel támad a Maldív-szigetek államfőjére egy fiatalember, de Maumun Abdul Gajum nem sérül meg.
  - Előválasztások az Egyesült Államokban: New Hampshire államban a demokratáknál Hillary Clinton, a republikánusoknál John McCain győz.
  - Bilával Bhutto Zardári az ENSZ által felügyelt vizsgálatot kér anyja, Benazír Bhutto halála ügyében.

### Kulturális események

#### Zenei események
- 1812 – A velencei Teatro Moseban bemutatták Gioachino Rossini Szerencsés tévedés című egyfelvonásos operáját.

### Egyéb események
- 1928 – Serédi Jusztiniánt rendhagyó módon Rómában személyesen XI. Piusz pápa szentelte püspökké, miután 1927 ádventjében november 30-án esztergomi érsekké nevezte ki, majd december 19-én bíborosi rangra emelte püspöki felszentelés nélkül.
- 1962 – A harmeleni vonatkatasztrófában 93 ember veszítette életét. Ez volt Hollandia legsúlyosabb vasúti tragédiája.
- 1989 - A British Midlands Londonból Belfastba tartó 092-es járatán a felszállás után az egyik hajtómű leállt, s a gép egy forgalmas autópályára zuhant. A tragédiában 47 ember vesztette életet.
- 2020 – Az Ukraine International Airlines Boeing 737-800-as utasszállító repülőgépét az Iráni légvédelem lelőtte, közvetlenül a teheráni repülőtérről való felszállás után. A gépen tartózkodó 177 személy közül senki sem élte túl a becsapódást illetve az azt követő robbanást.

## Születések
- 1638 – Elisabetta Sirani olasz barokk festő († 1665)
- 1788 – Habsburg–Lotaringiai Rudolf olmützi hercegérsek († 1831)
- 1799 – Megyeri Károly magyar színész, drámaíró († 1842)
- 1823 – Alfred Russel Wallace brit naturalista, felfedező, geográfus, antropológus és biológus († 1913)
- 1840 – Bagáry József magyarországi szlovén író († 1919)
- 1851 – Gérard Leman belga tábornok, a liège-i erődítményrendszer védőinek parancsnoka az I. világháborúban († 1920)
- 1865 – Magyary-Kossa Gyula farmakológus, egyetemi tanár, MTA tagja († 1944)
- 1867 – Emily Greene Balch Nobel-díjas amerikai politikus, békeharcos, közgazdász († 1961).
- 1870 – Miguel Primo de Rivera spanyol katonatiszt, diktátor († 1930)
- 1880 – Ugron Gábor magyar politikus, miniszter († 1960)
- 1885 – Kóczán Mór olimpiai bronzérmes gerelyhajító, református lelkész († 1972)
- 1888 – Richard Courant amerikai matematikus († 1972)
- 1894 – Tkálecz Vilmos a Vendvidéki Köztársaság alapítója és első vezetője († 1950)
- 1895 – Nyireő Andor magyar ügyvéd, szélsőjobboldali országgyűlési képviselő († 1958)
- 1896 – Steponas Darius litván pilóta († 1933)
- 1898 – Zsolt Béla magyar író, polgári radikális újságíró († 1949)
- 1902 – Georgij Makszimilianovics Malenkov szovjet kommunista politikus, az SZKP PB tagja, miniszterelnök († 1988)
- 1908 – Wass Albert erdélyi magyar író, költő († 1998)
- 1909 – José Ferrer portorikói születésű, Oscar-díjas amerikai színész filmrendező († 1992)
- 1920 – Posch Gyula Magyar Optikai Művek vezérigazgatója († 1998)
- 1921 – Leonardo Sciascia olasz író, újságíró, politikus († 1989)
- 1925 – Angyal Sándor Jászai Mari-díjas magyar színész († 1968)
- 1926 – Kaszás László magyar színész, bábművész
- 1928 – Meggyes László magyar festőművész († 2003)
- 1930 – Novák Éva versenyúszónő, tizenötszörös magyar bajnok († 2005)
- 1932 – Gyarmathy Lívia magyar filmrendező († 2022)
- 1934 – Szabó Iván mérnök-közgazdász, politikus († 2005)
- 1935 – Elvis Presley amerikai rock-énekes, zenész († 1977)
- 1937 – Shirley Bassey walesi énekesnő
- 1938 – Jevgenyij Nyesztyerenko orosz operaénekes († 2021)
- 1940 – Győry Franciska magyar színésznő
- 1940 – Hankó Ildikó magyar antropológus, újságíró, lap- és könyvkiadóiszerkesztő, lexikográfus, tanár
- 1941 – Graham Chapman angol színész, komikus, forgatókönyvíró († 1989)
- 1941 – Boris Vallejo perui származású amerikai festőművész
- 1942 – Stephen Hawking angol fizikus († 2018)
- 1946 – Robby Krieger amerikai gitáros
- 1947 – David Bowie angol rockénekes, zenész, zeneszerző, producer († 2016)
- 1947 – Virág Mihály magyar hidrológus, mérnök  († 1992)
- 1948 – Váradi Katalin magyar karmester († 2015)
- 1955 – Hegyi Árpád Jutocsa magyar rendező, színházigazgató, egyetemi tanár († 2024)
- 1957 – Kubik Anna Kossuth-díjas magyar színésznő
- 1959 – Szakács Zsuzsanna magyar hidrológus mérnök
- 1960 – Balogh Pálma világbajnok sportlövő
- 1961 – Calvin Smith olimpiai- és világbajnok amerikai sprinter
- 1963 – Tóth Károly Aase-díjas magyar színész
- 1964 – Jónás Judit Domján Edit-díjas magyar színésznő
- 1965 – Michelle Forbes amerikai színésznő
- 1966 – Znamenák István Jászai Mari-díjas magyar színész, rendező
- 1968 – Gubányi György István magyar színész
- 1975 – Geremi González venezuelai baseball játékos († 2008)
- 1977 – Matkó Zsolt magyar labdarúgó,
- 1979 – Adrian Mutu román labdarúgó
- 1979 – Sarah Polley kanadai színésznő, énekesnő, filmrendező és forgatókönyvíró
- 1981 – Apáti Bence magyar balett-táncos, publicista, műsorvezető
- 1983 – Gór-Nagy Miklós világbajnok magyar vízilabdázó
- 1984 – Kim Dzsongun, Észak-Korea diktátora
- 1987 – Francesco Dell’Uomo olasz műugró
- 1988 – Jevgenyij Bodrov orosz jégkorongozó
- 1990 – Molnár Dávid világbajnok lovasíjász
- 1996 – Venyercsán Bence magyar atléta

## Halálozások
- 1324 – Marco Polo itáliai kereskedő, utazó (* 1254)
- 1337 – Giotto di Bondone itáliai festő, építész, szobrász (* 1267)
- 1642 – Galileo Galilei itáliai csillagász (* 1564)
- 1713 – Arcangelo Corelli olasz barokk zeneszerző, hegedűművész, munkássága korszakos jelentőségű, ő a concerto grosso műfajának a megteremtője (* 1653)
- 1853 – Bertalanits Mihály szlovén költő (* 1786)
- 1896 – Paul Verlaine francia költő (* 1844)
- 1923 – Hendricus Gerardus van de Sande Bakhuyzen holland fizikus, csillagász (* 1838)
- 1928 – Basch Gyula magyar festőművész (* 1851)
- 1941 – Lord Robert Baden-Powell brit katonatiszt, a cserkészmozgalom megalapítója (* 1857)
- 1942 – Joseph Franklin Rutherford a Watch Tower Bible and Tract Society of Pennsylvania második elnöke (* 1869)
- 1967 – Zbigniew Cybulski lengyel színész (* 1927)
- 1975 – Botond-Bolics György mérnök, szakíró, népszerű-tudományos művek szerzője, (* 1913)
- 1981 – Matthew „Stymie” Beard afro-amerikai gyermekszínész (* 1925)
- 1984 – Aczél György magyar szemész, katonaorvos, egészségügyi miniszterhelyettes (* 1923)
- 1989 – Kenneth McMillan amerikai filmszínész (* 1932)
- 1995 – Ballya Hugó magyar Európa-bajnok evezős, edző (* 1908)
- 1996 – François Mitterrand francia politikus, köztársasági elnök (* 1916)
- 1996 – John Hargreaves ausztrál színész (* 1945)
- 1997 – Melvin Calvin Nobel-díjas (1961) amerikai biokémikus (* 1911).
- 2002 – Csapody István magyar botanikus, természetvédő (* 1930)
- 2012 – Andrea Bosic, olasz színész (* 1919)
- 2018 – Tőkéczki László, Széchenyi-díjas magyar történész (* 1951)
- 2019 – Bolvári Antal, kétszeres olimpiai bajnok magyar vízilabdázó, edző (* 1932)

## Ünnepek, emléknapok, világnapok
- Bulgária: bábanap (Бабинден), az anyaság ünnepe